# In the Bedroom
In the Bedroom is een Amerikaanse dramafilm uit 2001 onder regie van Todd Field. Het verhaal is gebaseerd op het korte verhaal Killings van Andre Dubus. De film werd genomineerd voor vijf Academy Awards, te weten die voor beste film, beste scenario, beste hoofdrolspeler (Tom Wilkinson), beste hoofdrolspeelster (Sissy Spacek) en die voor beste bijrolspeelster (Marisa Tomei). Meer dan dertig andere prijzen werden de film daadwerkelijk toegekend, waaronder een Golden Globe (voor Spacek), twee National Board of Review Awards, drie Golden Satellite Awards, drie Independent Spirit Awards en de juryprijs op het Sundance Film Festival 2001.
De titel In the Bedroom slaat op een compartiment in een fuik om kreeften mee te vangen. Hier kunnen er maximaal twee in, want als het er meer worden dan brengen de dieren elkaar schade toe.

## Verhaal
Frank Fowler (Nick Stahl) studeert architectuur, maar is met zijn aandacht meer bij zijn nieuwe liefde Natalie Strout (Marisa Tomei). Zij is wat ouder dan hij en moeder van twee zoontjes, Jason (Camden Munson) en Duncan (Christopher Adams). Hoewel ze in scheiding ligt, is ze officieel ook nog getrouwd met hun vader Richard Strout (William Mapother). Zij is definitief klaar met hem, maar hij wil haar graag terug en is gefrustreerd dat dit hem niet lukt. Zijn zoontjes komen liever niet bij hem in de buurt.
Franks moeder Ruth (Sissy Spacek) vindt dat de nieuwe liefde van haar zoon zijn aandacht te veel afleidt van de zaken die zij belangrijker acht. Daarom vertelt hij haar dat de relatie niet zo serieus en geen lang leven beschoren is, maar hij wil in realiteit een jaar stoppen met zijn studie om bij Nathalie te zijn. Franks vader Matt (Tom Wilkinson) vindt Nathalie vooral erg mooi en kijkt zijn ogen uit wanneer ze in een flatteus zomerjurkje komt barbecueën. Hij mengt zich bewust niet in zijn zoons liefdesleven. Dat Nathalie niet zonder bagage is, merkt Frank wanneer Richard hem slaat en drie hechtingen naast zijn oog bezorgt. Om de zaken niet ingewikkelder te maken, doet hij geen aangifte hiervan.
Op zeker moment belt de jonge Jason Frank op. Zijn vader is binnengedrongen in de woning van zijn moeder en heeft daar de boel kort en klein geslagen. Jason is bang. Frank gaat daarom naar Nathalie en haar zoontjes toe, maar dan komt Richard terug. Hij mag niet binnen en doet alsof hij weggaat. In realiteit loopt hij om en gaat door de achterdeur naar binnen. Terwijl Nathalie boven is met haar zoontjes, hoort ze een geweerschot. Wanneer ze beneden gaat kijken, heeft Richard Frank door zijn hoofd geschoten. De politie pakt hem op. Nathalie moet Franks ouders inlichten over de dood van hun zoon.
Ruth en Matt hebben er grote moeite mee om de dood van hun zoon te verwerken. Allebei verwijten ze elkaar dat de andere het verkeerd heeft aangepakt wat betreft Franks relatie met Nathalie. Tevens hebben ze beiden een totaal andere manier om met het verdriet om te gaan. Waar Matt het liefst heeft dat iedereen zo normaal mogelijk doet tegen hem in plaats van gekunsteld meelevend, trekt Ruth zich terug op een eilandje. Ze wil wel graag met Matt praten, maar die sluit zich af. Hierdoor ontstaan grote spanningen tussen hen. Hun verwerkingsproces loopt nog een grote deuk op wanneer blijkt dat het vrijwel onmogelijk wordt om te bewijzen dat Richard een moord pleegde. Aangezien er naast hem en Frank niemand aanwezig was toen het geweer afging, lijkt doodslag het hoogst haalbare. Hierdoor kan Richard niet de doodstraf of levenslang, maar hoogstens vijftien tot twintig jaar gevangenisstraf krijgen. Bovendien komt hij niet direct voor de rechter, maar komt hij voorlopig op borgtocht vrij. Hierdoor loopt Ruth hem regelmatig tegen het lijf wanneer ze boodschappen doet.
Matt kan dit niet verkroppen. Daarom duikt hij op met een geweer wanneer 's nachts het café sluit dat Richard tijdelijk beheert. Hij dwingt hem in zijn auto te stappen en naar een huisje in het bos te rijden, terwijl Richard begrip probeert te kweken voor zijn daad. Matt heeft in het bos afgesproken met Willis Grinnel (William Wise) om samen Richard om te brengen. Hij kan hiervoor het geduld niet langer opbrengen en schiet de moordenaar van zijn zoon dood voordat Grinnel zich ermee kan bemoeien. Samen begraven ze Richard in het bos. Daarna gaat Matt naar huis. Ruth weet stilzwijgend wat hij heeft gedaan en voelt zich zichtbaar opgelucht.

## Rolverdeling
- Tom Wilkinson - Matt Fowler
- Sissy Spacek - Ruth Fowler
- Nick Stahl - Frank Fowler
- Marisa Tomei - Natalie Strout
- William Mapother - Richard Strout
- William Wise - Willis Grinnel
- Celia Weston - Katie Grinnel
- Karen Allen - Marla Keyes
- Frank T. Wells - Henry
- W. Clapham Murray - Carl
- Justin Ashforth - Tim Bryson
- Jonathan Walsh - Father McCasslin
- Camden Munson - Jason Strout
- Christopher Adams - Duncan Strout
- Deborah Derecktor - Janelle
- Harriet Dawkins - Alma Adamson
- Bill Dawkins - Elwyn Adamson